# Valeriana macrorhiza
Valeriana macrorhiza är en kaprifolväxtart som beskrevs av Eduard Friedrich Poeppig och Dc. Valeriana macrorhiza ingår i släktet vänderötter, och familjen kaprifolväxter. Inga underarter finns listade i Catalogue of Life.